# Fonte battesimale del patriarca Callisto

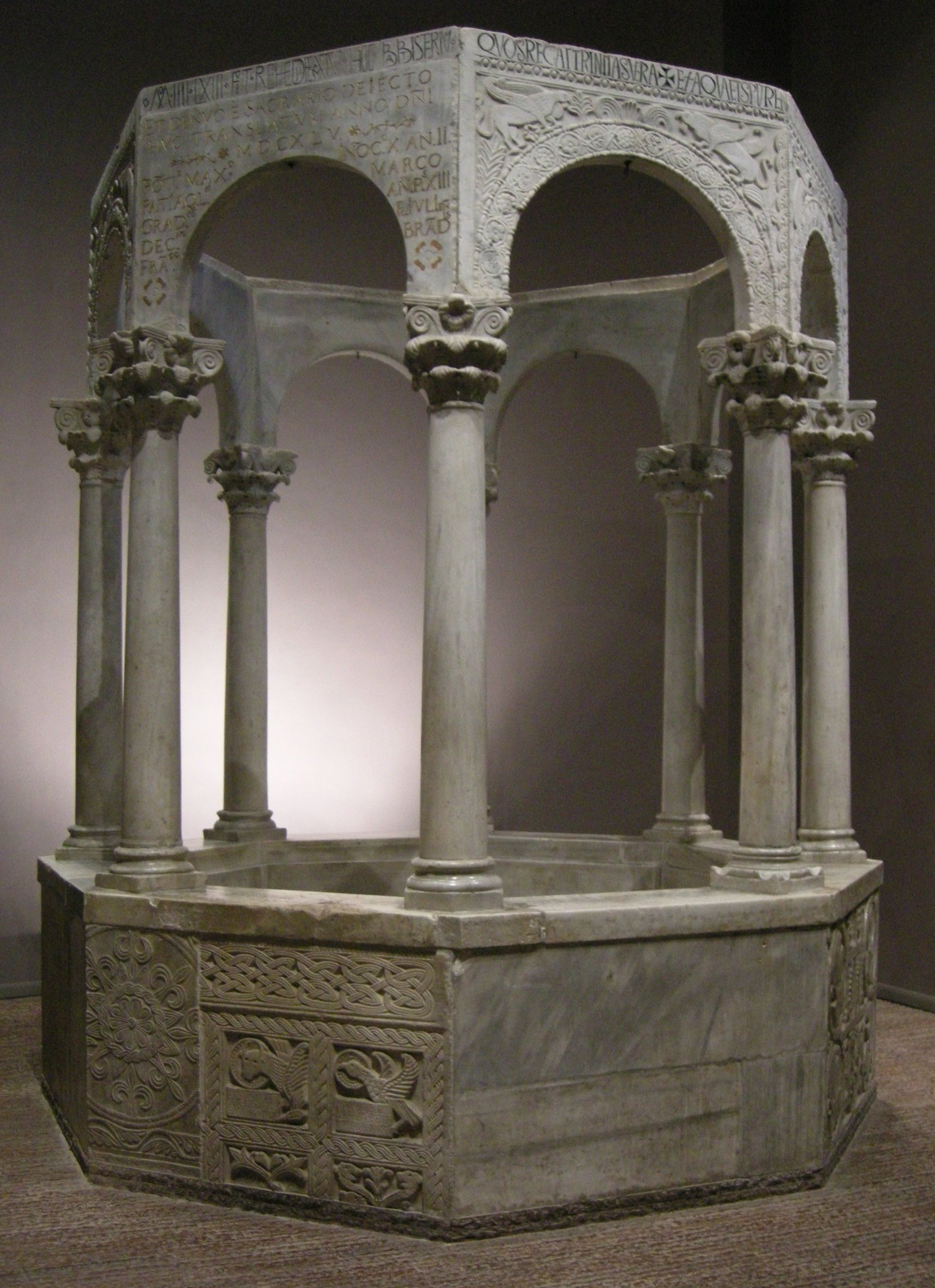
Fonte battesimale del patriarca Callisto, 730-740, 354 cm di altezza, Cividale del Friuli

Il Fonte battesimale del patriarca Callisto si trova nel Museo Cristiano di Cividale nel Friuli e risale al periodo della cosiddetta Rinascenza liutprandea (730-740), della quale rappresenta un capolavoro assieme all'Altare del duca Rachis.
La fonte è a pianta ottagonale (l'otto era considerato numero legato alla resurrezione essendo ottenuto dalla somma del sette, che significava l'eternità, e dell'uno, che rappresentava Dio) ed è sormontato da un tegurio composto da ampi archi a tutto sesto sostenuti da colonne corinzie. La sua altezza è di 354 cm ed è realizzato in calcare bianco.
Gli archi sono adornati da iscrizioni e da motivi vegetali, animali e geometrici, mentre nella parte bassa è decorato da due lastre scolpite molto simili all'altare del duca Ratchis (forse addirittura dello stesso autore) e le figure simboliche rappresentate sono legate al Sacramento del Battesimo (pavoni e grifoni alla fonte, leoni ed agnelli, simboli cristologici e degli Evangelisti, ecc.).